# Liste der Bodendenkmäler im Behringersdorfer Forst
Auf dieser Seite sind die Bodendenkmäler in dem mittelfränkischen gemeindefreien Gebiet Behringersdorfer Forst zusammengestellt. Diese Tabelle ist eine Teilliste der Liste der Bodendenkmäler in Bayern. Grundlage ist die Bayerische Denkmalliste, die auf Basis des Bayerischen Denkmalschutzgesetzes vom 1. Oktober 1973 erstmals erstellt wurde und seither durch das Bayerische Landesamt für Denkmalpflege geführt wird. Die folgenden Angaben ersetzen nicht die rechtsverbindliche Auskunft der Denkmalschutzbehörde.

Mit dem Stand vom 4. Juli 2018 sind sechs Bodendenkmäler vom Behringersdorfer Forst in der Bayerischen Denkmalliste eingetragen.

## Liste der Bodendenkmäler
| Lage                              | Objekt                                    | Akten-Nr.     | Bild |
| --------------------------------- | ----------------------------------------- | ------------- | ---- |
| Behringersdorfer Forst (Standort) | Siedlung der späten Bronzezeit            | D-5-6533-0092 |      |
| Behringersdorfer Forst (Standort) | Siedlung der späten Bronzezeit            | D-5-6533-0109 |      |
| Behringersdorfer Forst (Standort) | Gräber der späten Bronzezeit              | D-5-6533-0110 |      |
| Behringersdorfer Forst (Standort) | Grabhügel der Hallstattzeit               | D-5-6533-0172 |      |
| Behringersdorfer Forst (Standort) | Grabhügel vorgeschichtlicher Zeitstellung | D-5-6533-0173 |      |
| Behringersdorfer Forst (Standort) | Grabhügel vorgeschichtlicher Zeitstellung | D-5-6533-0174 |      |